# 八本松トンネル
八本松トンネル（はちほんまつトンネル）は、広島県東広島市にある山陽自動車道のトンネル。

## 概要
1988年（昭和63年）7月27日に、山陽自動車道の西条ICから志和IC間が開通すると共に供用が開始された。上り線（岡山方面）の延長は860メートルで、下り線（山口方面）の延長は844mである。

## 計画と建設
山陽自動車道の第六次施工区間として1972年（昭和47年）6月20日に本トンネルと含む志和・広島間の整備計画が発表され、即日施工命令が行われた。1973年（昭和48年）9月28日に実施計画の認可と路線の発表が行われている。この第六次施工区間は広島県内の山陽自動車道のなかで最初に着工された工事区域であった。
そのなかで八本松トンネルは中央部分が在日米軍川上弾薬庫の北端にかかるため、施工にあたり発破作業の振動が弾薬に悪影響を及ぼさないように、米軍と協議を重ねて慎重に進められた。
工事は青木建設と白石建設工業のJVで行われ、請負額は33億5200万円であった。

## トンネル火災事故
2016年（平成28年）3月17日午前7時26分、下り線のトンネルで渋滞の車列にトラックが追突し火災が発生した。この事故により2人が死亡し、73人が負傷した。事故の原因はトラック運転手の居眠りであった。事故後、トンネル内の非常用設備の設置基準の見直しに向けた議論がなされた。また、トラック運転手の勤務先の運行管理者が、この運転手に過労運転を下命したとして逮捕され、有罪判決を受けた。

## 接続
E2 山陽自動車道
(26) 西条IC - 八本松トンネル - (27) 志和IC